# Iseni
Iseni è una circoscrizione rurale (rural ward) della Tanzania situata nel distretto di Kwimba, regione di Mwanza. Conta una popolazione di 10 349 abitanti (censimento 2012).